# كيفن كرافت
كيفن كرافت (بالإنجليزية: Kevin Craft)‏ هو لاعب كرة قدم أمريكية أمريكي، ولد في 15 أكتوبر 1985 في إسكونديدو في الولايات المتحدة.